# مات لوكاس (لاعب اتحاد الرغبي)
مات لوكاس (بالإنجليزية: Matt Lucas)‏ هو لاعب اتحاد الرغبي أسترالي، ولد في 29 يناير 1992 في غولد كوست في أستراليا.

## وصلات خارجية
- مات لوكاس على موقع سلسلة سباعيات الرغبي العالمية - رجال (الإنجليزية)
- مات لوكاس على موقع ItsRugby.co.uk (الإنجليزية)